# ذا أبرينتايس
ذا أبرينتايس (بالإنجليزية: The Apprentice)‏ هو برنامج تلفزيون واقع أمريكي، من تأليف المنتج الإنجليزي مارك بورنيت ومن تقديم دونالد ترامب، بدأ عرضه في يناير 2004 على قناة هيئة الإذاعة الوطنية (إن بي سي) واستمر البرنامج ل15 موسم وإنتهى عرضه في سنة 2017، البرنامج كان يعرض مقدرة الشبان لكي يصبحوا رجال أعمال محترفين وذلك من أجل أن يربحوا في النهاية مبلغ 250 ألف دولار أمريكي، قام دونالد ترامب بتقديم أول 14 موسم له، ليتم لاحقاً إستبداله بالممثل وحاكم ولاية كاليفورنيا السابق أرنولد شوارزنيجر.

## روابط خارجية
- ذا أبرينتايس على موقع IMDb (الإنجليزية)
- ذا أبرينتايس على موقع روتن توميتوز (الإنجليزية)
- ذا أبرينتايس على موقع كينوبويسك (الروسية)
- ذا أبرينتايس على موقع قاعدة بيانات الفيلم (الإنجليزية)